# Dănești, Călărași
Dănești este un sat în comuna Frăsinet din județul Călărași, Muntenia, România.